# Струнные смычковые музыкальные инструменты
Струнно-смычковые музыкальные инструменты — группа музыкальных инструментов со звукоизвлечением, осуществляемым обычно в процессе ведения смычка по натянутым струнам. Существует большое количество народных смычковых инструментов. В современном академическом музицировании используют четыре струнных смычковых инструмента: скрипка, альт, виолончель, контрабас.

Смычковые были сформированы и усовершенствованы примерно в конце XVII века, только смычок в современном виде появился к концу XVIII века. В сущности, все используемые в Средние века виды смычковых инструментов  (за небольшим исключением) в основном делятся на две группы. К первой относятся всевозможные разновидности фиделя, ко второй – смычковые типа ребека.  (Не путать с конкретными одноимёнными инструментами – такими как, скажем, немецкий фидель и французский ребек.) Бытовали  «инструменты и смешанного типа, к примеру,  французский смычковый инструмент жиг» . Самые древние типы фиделя (совершенствуемого на протяжении X–XVI веков) найдены археологами в славянских странах во время раскопок в Новгороде и Гданьске. Отдельные представители такого типа, претерпев некоторые изменения, существуют и сегодня: например, сербская гусла и болгарская гдулка.  Внимание специалистов привлекло «этимологическое родство польского термина «генжьба» («генсьба») и славянского «гудьба» (применяемого к игре на смыке и других смычковых инструментах)». Высказано предположение, что имеется в виду один вид инструмента. По их мнению, 
Название «смык» обозначало на протяжении XI–XVI веков не один инструмент, пусть далее видоизменявшийся со временем в практике, а было собирательным для определенной группы бытовавших в народе инструментов.
Несмотря на тембровые отличия отдельных инструментов группы, в массе они звучат однородно. Это объясняется единством конструкции и общим принципом звукоизвлечения.
Источник звука у всех инструментов — струны, которые резонируют с корпусом инструмента и передают колебания по воздуху до слушателя. Звукоизвлечение производится смычком (arco) или пальцами (пиццикато)
Мастер, занимающийся созданием и ремонтом смычковых струнных музыкальных инструментов называется скрипичный мастер или мастер смычковых музыкальных инструментов.

## Семейство скрипичных
Семейство скрипичных составляют основу симфонического оркестра. Смычковые образуют наиболее монолитную и универсальную группу, имеющую высокий музыкально-технический потенциал, большой диапазон и ровное звучание на всём его протяжении, обширный арсенал приёмов игры и штрихов. Большое количество смычковых струнных в оркестре позволяет различным образом их разделять и группировать для исполнения многообразной фактуры.
Диапазон всей смычковой группы охватывает почти всю октавную систему: До контроктавы — Соль четвёртой октавы.
| Инструмент | Строй       | Мензура, см | Общая длина | Длина смычка |
| ---------- | ----------- | ----------- | ----------- | ------------ |
| Скрипка    | Gм D1 A1 E2 | 33,0        | 60,0        | 74,0         |
| Альт       | Cм Gм D1 A1 | 37,8        | 69,2        | 74,0         |
| Виолончель | Cб Gб Dм Aм | 69,0        | 125,8       | 71,0         |
| Контрабас  | Eк Aк Dб Gб | 107,0       | 190,5       | 74,5         |

## Семейство виольных
Виолы:
- Виола да гамба
- Виоль д’амур
- Виола бастарда
- Виолетта

## Европейские инструменты

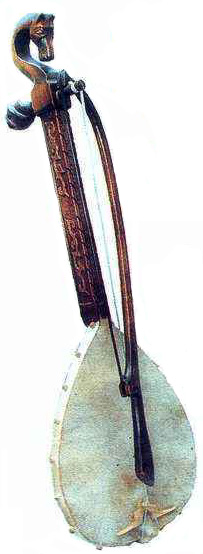
Гусле (Восточная Европа)
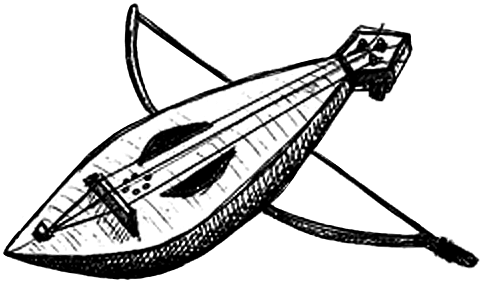
Гудок (Россия)
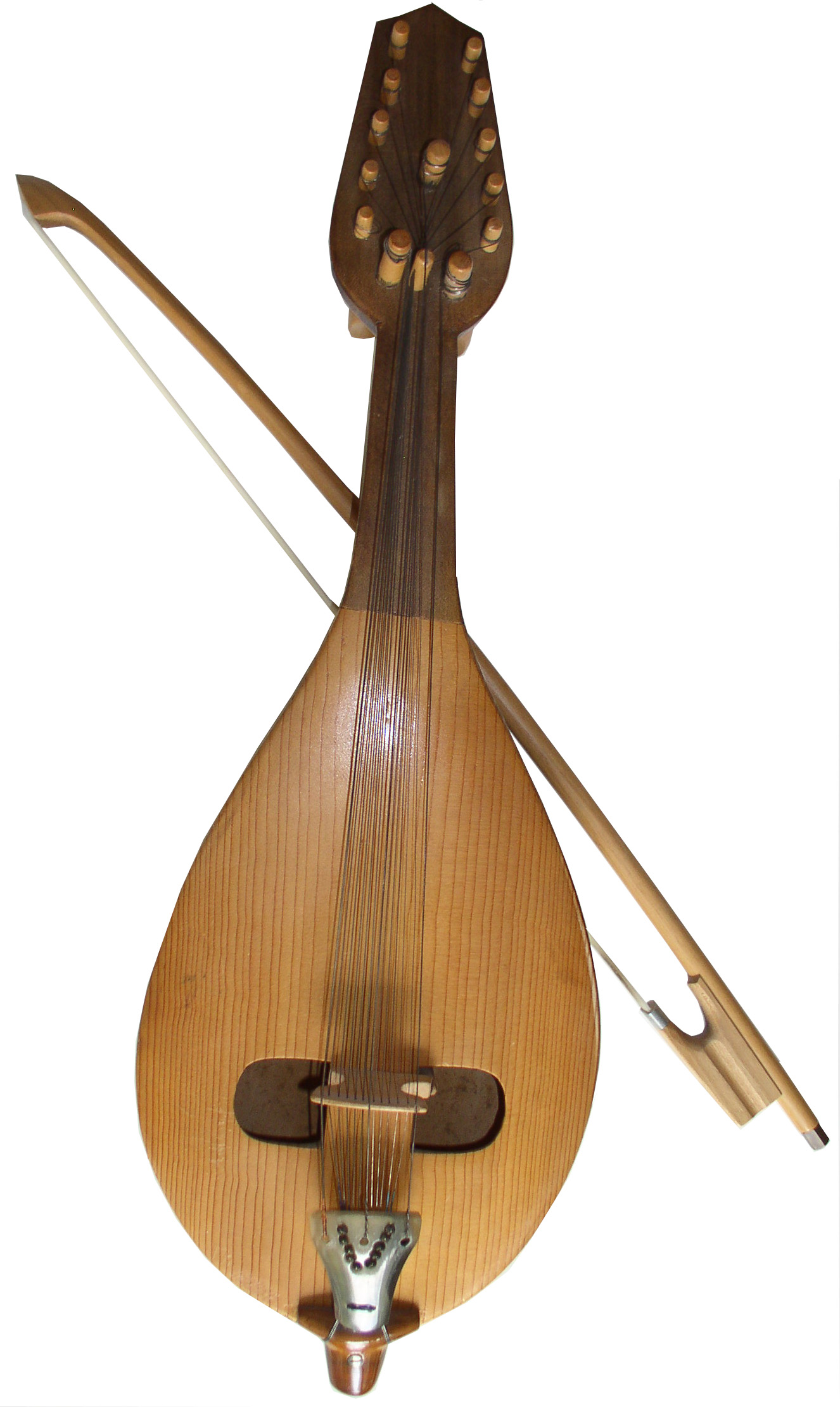
Гадулка (Болгария)
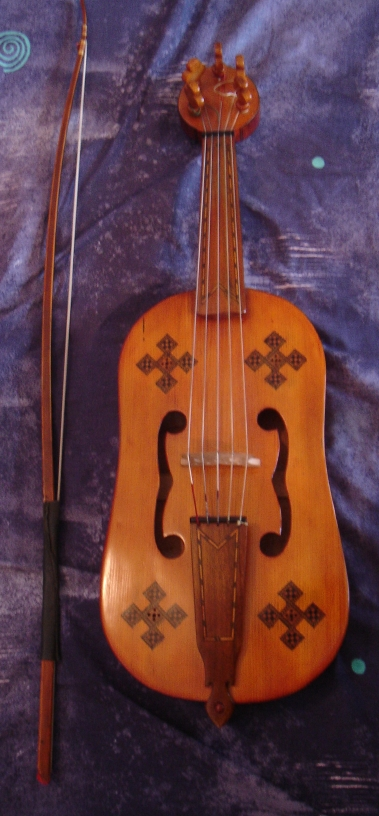
Фидель (Германия)
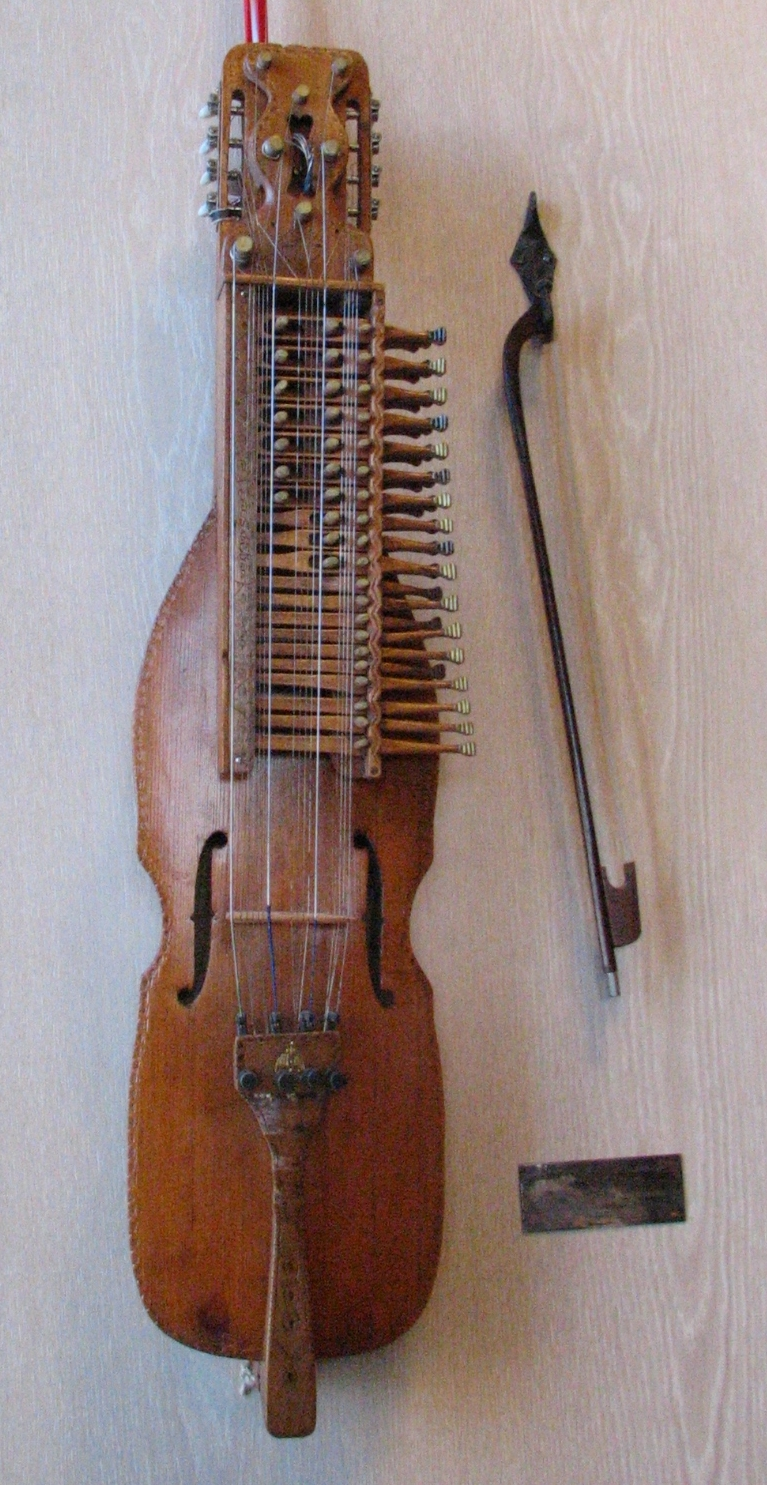
Никельхарпа (Швеция)
Хардингфеле (Норвегия)

## Азиатские инструменты

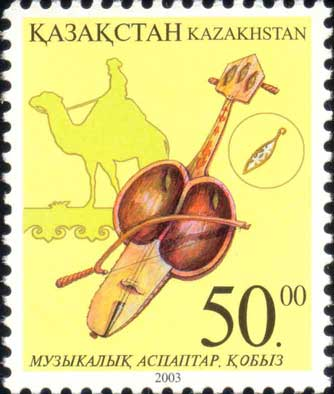
Кобыз (Казахстан)
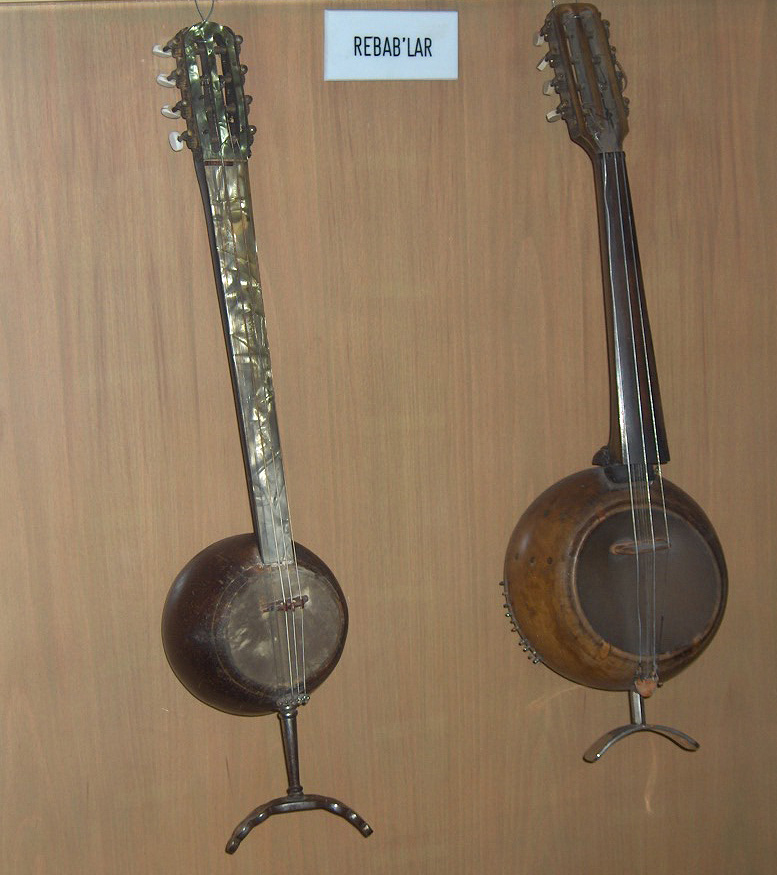
Ребаб (Западная Азия)
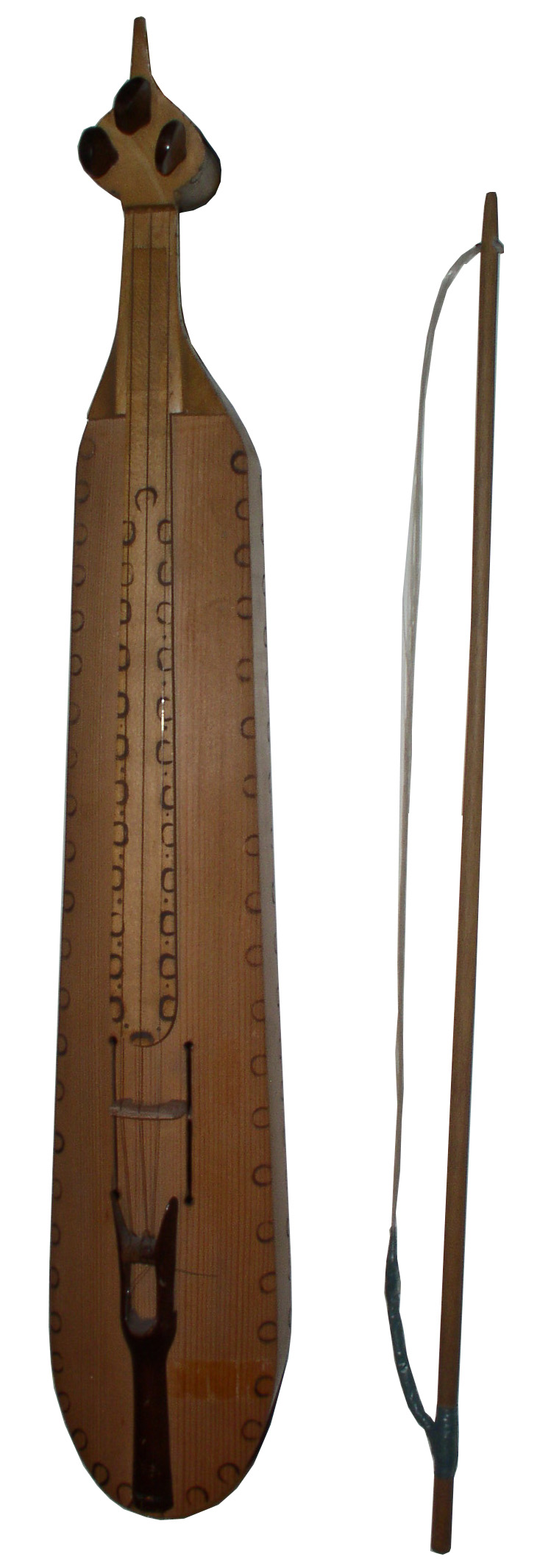
Кеманча (Западная Азия)
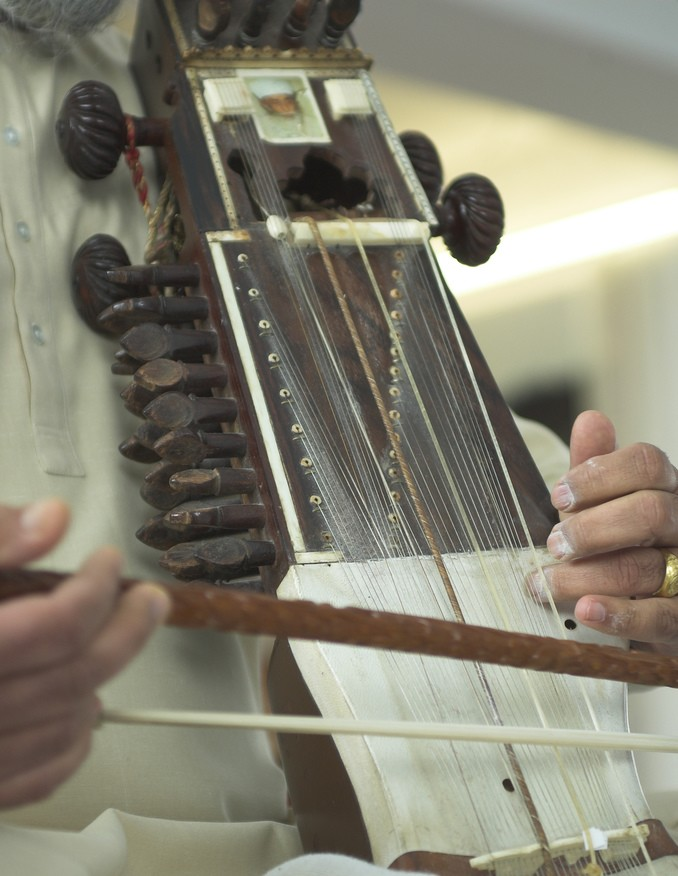
Саранджи (Индия)
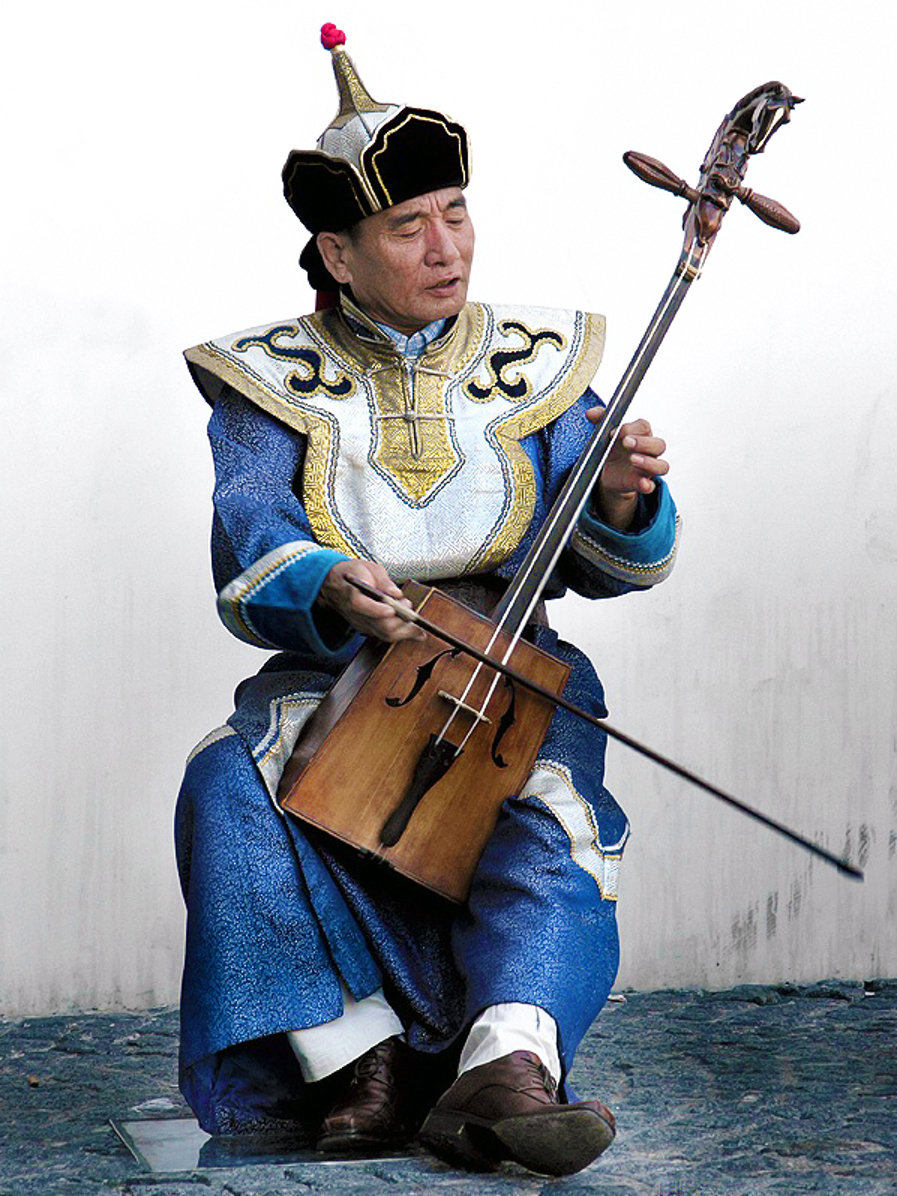
Морин хуур (Монголия)
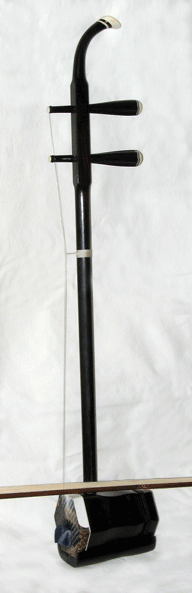
Хуцинь (Китай)